# Mandala Airlines-vlucht 091
Mandala Airlines Vlucht 091 was een vlucht die op 5 september 2005 neerstortte te Medan, Noord-Sumatra, Indonesië, enkele ogenblikken na vertrek. Deze 24 jaar oude Boeing 737 van het Indonesische Mandala Airlines stortte na het opstijgen neer in een woonwijk van Medan.
Zeker zes en mogelijk vijftien van de 117 inzittenden overleefden de crash. Op de grond waren ongeveer dertig mensen omgekomen. Tientallen huizen en auto's waren in brand gevlogen of beschadigd. Het uitgebrande toestel lag 500 meter van de startbaan. Precieze gegevens zijn nog steeds niet bekend.
Onder de doden zijn de gouverneur van Noord-Sumatra, Rizal Nurdin, en zijn voorganger Raja Inal Siregar. Ze waren op weg naar Jakarta om een spoedbijeenkomst van de Indonesische president Susilo Bambang Yudhoyono bij te wonen. 
Mandala heeft eigenlijk een goede reputatie wat betreft veiligheid. Deze maatschappij bestaat al sinds 1969. Maar de laatste jaren hebben ze fors moeten bezuinigen om te overleven vanwege de opkomst van veel budgetmaatschappijen en de daarmee gepaard gaande felle concurrentiestrijd.

## Ongeluk
Volgens ooggetuigen daalde het vliegtuig eerst sterk, waarna het sterk begon te schudden en overhelde naar links. Andere ooggetuigen beweren weer andere dingen. Het vliegtuig zou overbeladen kunnen zijn geweest, omdat het problemen had om hoogte te winnen. De Sumatraanse gouverneur, die ook bij de crash omkwam, zou namelijk 2 tot 3 ton fruit mee hebben genomen. Dit verhaal is niet te bevestigen, vanwege de grote brand die na het ongeluk uitbrak. De Indonesische onderzoekscommissie wees in september 2006 uit dat de stand van de flappen aan de vleugels niet de correcte was om op te stijgen. De reden waarom dat zo was is niet bekend omdat ook de zwarte doos met cockpitgesprekken geen uitsluitsel gaf. De commissie gaf aan dat er een mogelijkheid bestaat dat de piloot was "vergeten" de flappen in de correcte positie te plaatsen en dat daardoor het vliegtuig onvoldoende "lift" had om goed op te stijgen.

## Veiligheid
Het betreffende vliegtuig was een Boeing 737, gebouwd in 1981, met registratieletters PK-RIM. Het vliegtuig was eerst eigendom van Lufthansa, onder de registratieletters D-ABHK. In juni werd het vliegtuig nog positief getest in een veiligheidskeuring. Nog tot 2013 mocht het vliegtuig in de lucht blijven.